# Willibald Adam
Willibald Adam OSB, Taufname Leopold Adam (* 24. September 1873 in Pertolzhofen bei Niedermurach; † 8. März 1935 auf Frauenchiemsee) war ein deutscher Geistlicher und Abt des bayerischen Benediktinerklosters Metten und Gründerabt und Apostolischer Administrator des wiedererrichteten Benediktinerklosters Niederaltaich.

## Leben
Leopold Adam besuchte das Gymnasium der Benediktiner in Metten und trat nach dem Abitur 1892 hier in das Benediktinerkloster ein, wo er den Ordensnamen Willibald erhielt. Nach dem Noviziat studierte er zunächst im Hausstudium des Klosters Philosophie und Theologie. Im Jahr 1896 wurde er in Regensburg von Bischof Ignatius von Senestrey zum Priester geweiht. Von 1895 bis 1899 studierte er an der Universität Würzburg Klassische Philologie. Nach Ablegung der beiden Abschnitte der Staatsprüfung für das Lehramt am Gymnasium 1898 und 1899 und Abschluss des Referendariats war er ab 1900 als Lehrer am Humanistischen Gymnasiums des Klosters Metten tätig. In den Jahren 1899 bis 1903 war er zudem als Präfekt am Ordens- und Klosterseminar eingesetzt. Ab 1903 leitete er als Direktor das Orchester der Schule.
Als 1905 der Mettener Abt Leo Mergel zum Bischof von Eichstätt ernannt wurde, wählten die Mönche des Klosters am 19. Dezember Willibald Adam zu seinem Nachfolger. Die Abtsbenediktion empfing er am 28. Januar 1906. Auch nach seiner Wahl zum Abt unterrichtete Willibald Adam bis 1912 weiter als Lehrer am Gymnasium in Metten. Zugleich dozierte er als Lektor der Dogmatik im theologischen Hausstudium des Klosters. Im Jahr 1920 erfolgte von Kloster Metten aus die Wiederbesiedlung des benachbarten, 1803 säkularisierten Klosters Niederaltaich, für das Willibald Adam als Apostolischer Administrator bestellt wurde (bis 1927). Am 11. Juli 1929 legte Willibald Adam das Amt des Abtes und damit die Leitung des Klosters Metten nieder. Er zog sich auf die Insel Frauenchiemsee zurück, wo er als Beichtvater und Religionslehrer wirkte. Hier starb er im Jahr 1935.

## Ehrungen
Seit 1924 war Willibald Adam Ehrenmitglied der katholischen Studentenverbindung KDStV Aenania München.